# Avène
Avène è un comune francese di 306 abitanti situato nel dipartimento dell'Hérault nella regione dell'Occitania. Nel suo territorio il fiume Orb forma un bacino artificiale provocato da una diga che ne sbarra il corso.

## Società

### Evoluzione demografica
Abitanti censiti